# Валедолмо
Валедо̀лмо (на италиански: Valledolmo, на сицилиански Vaddilurmu, Вадилурму) е малко градче и община в Южна Италия, провинция Палермо, автономен регион и остров Сицилия. Разположено е на 746 m надморска височина. Населението на общината е 3753 души (към 2010 г.).